# Giardino zoologico di Pistoia
Il giardino zoologico di Pistoia è stato fondato nel 1970 da Raffaello Galardini e rappresenta una delle principali strutture zoologiche in Italia, estendendosi per circa 14 ettari (di cui solo 7 al momento aperti al pubblico).

## Descrizione
Ospita circa 400 animali fra mammiferi, rettili, uccelli, anfibi e invertebrati, tra cui lemuri del Madagascar, leoni, tigri, lupi, giraffe, e orsi bruni. Lo zoo è tra i membri fondatori dell'Unione Italiana Zoo e Acquari (UIZA) e membro dell'EAZA.
Dal 2001 il parco ha intrapreso una serie di interventi e di ristrutturazione, realizzando nuove aree per lupi, linci, grandi felini, primati e orsi bruni. Gli spazi sono progettati per assicurare un elevato grado di benessere agli animali presenti e garantire ai visitatori un'ottima visuale in una dimensione naturalistica. Nel 2011 lo zoo ha aperto un'area dedicata ai pinguini africani e data la crescita della colonia, a luglio 2017 ha inaugurato una nuova area più grande denominata Betty's Bay là dove sorgevano le vasche dell'otaria e degli orsi polari. Nel 2014 il reparto degli elefanti asiatici è stato ampliato, ma l'ultima delle 2 elefantesse è morta nel 2024. È del 2018 la realizzazione dell'area dedicata alle lontre asiatiche
Il parco partecipa a programmi internazionali di riproduzione delle specie animali minacciate di estinzione coordinati dall'EAZA. Realizza progetti di ricerca in collaborazione con alcune università italiane e programmi mirati alla conservazione degli habitat di origine delle specie presenti al Giardino Zoologico e al sostegno delle comunità che vivono nelle aree interessate.

## Missione
La loro missione è quella di poter creare un centro per sensibilizzare il pubblico sulla biodiversità e il valore che ha per la vita umana. 

## Conservazione
Il giardino zoologico porta avanti numerosi progetti volti alla conservazione di specie a rischio. Alcuni sono di tipo educativo, altri di ricerca e altri invece sono di conservazione vera e propria sia in situ che ex situ.

## Galleria d'immagini

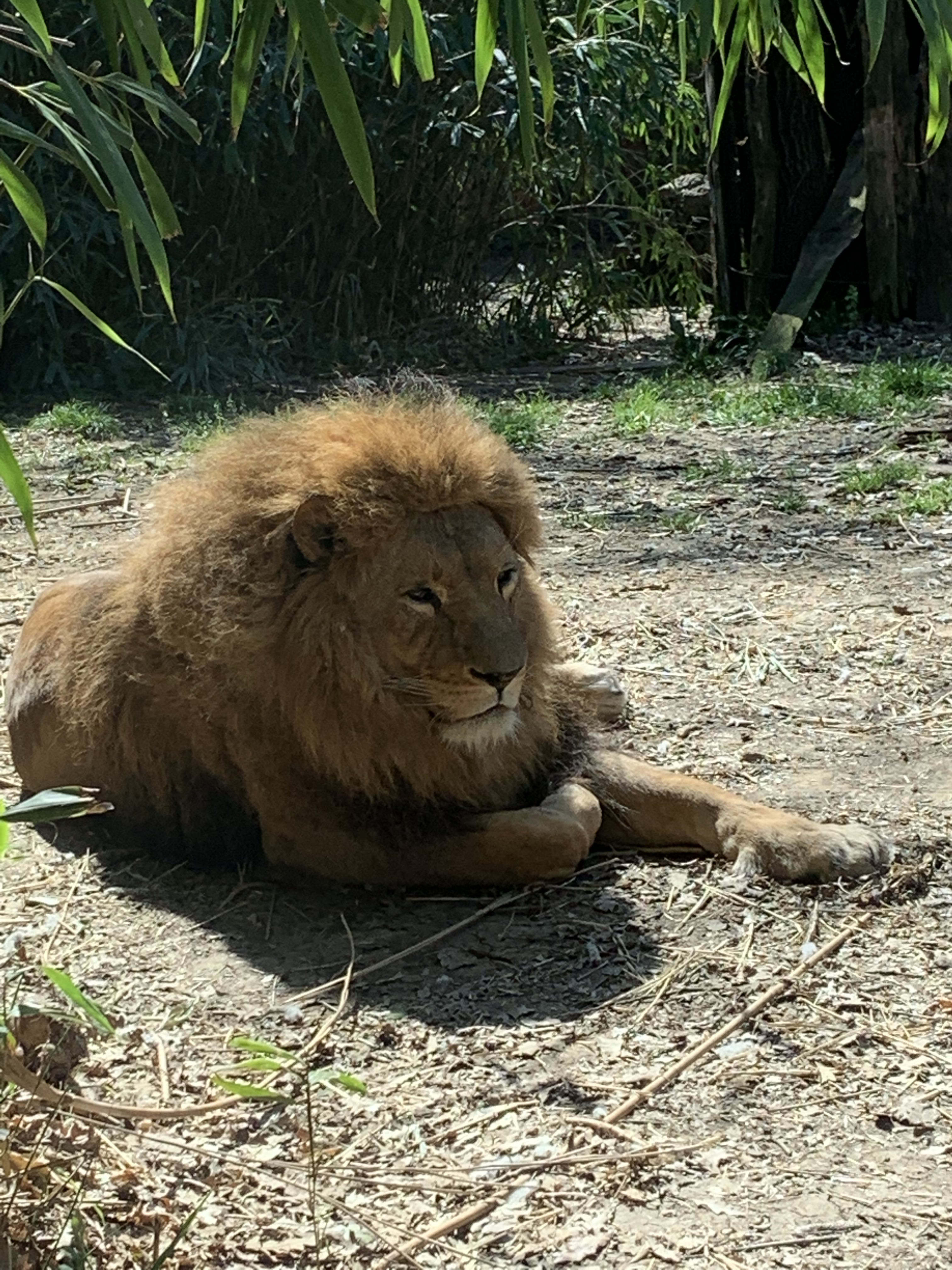
Leone
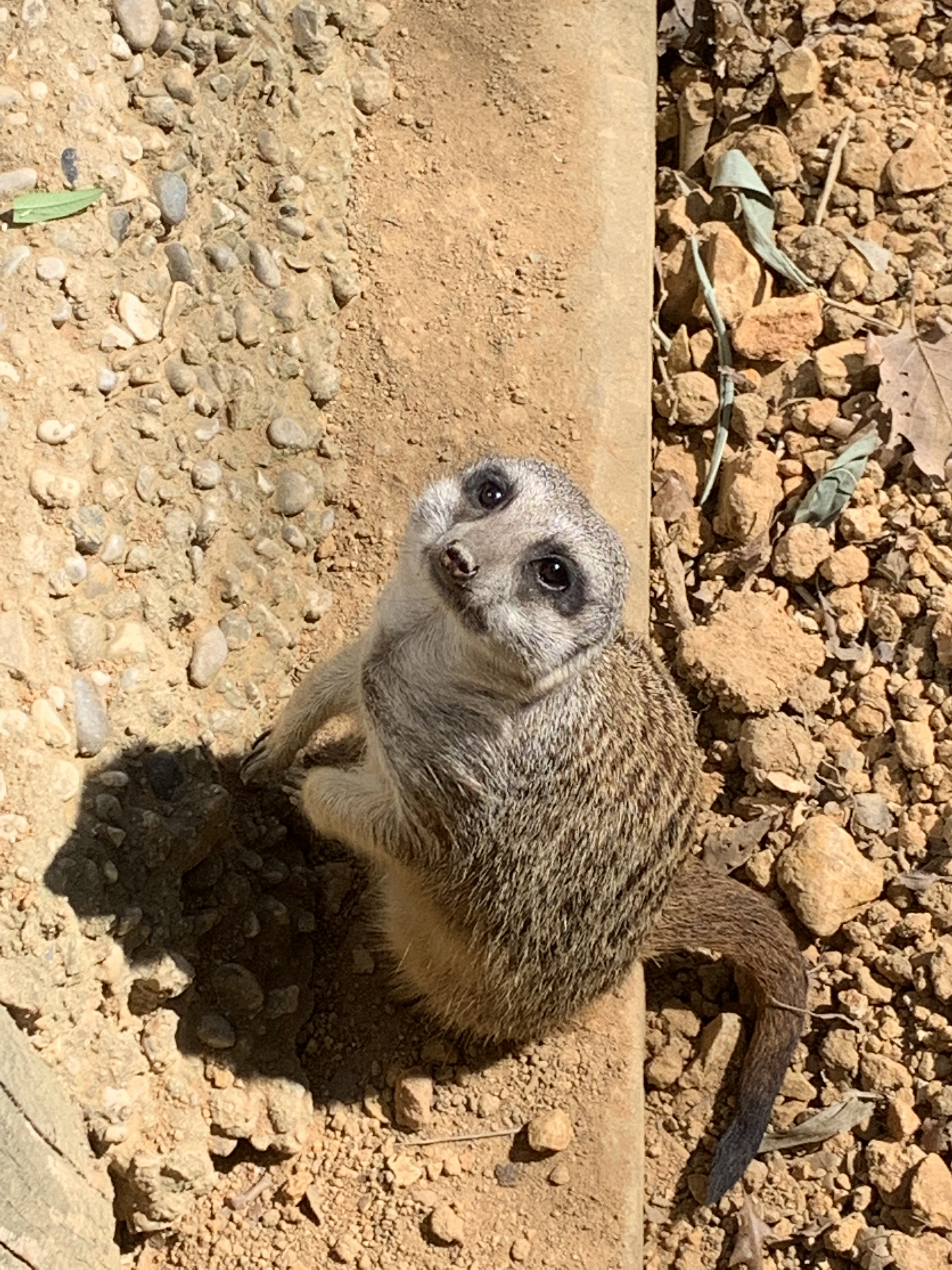
Suricato
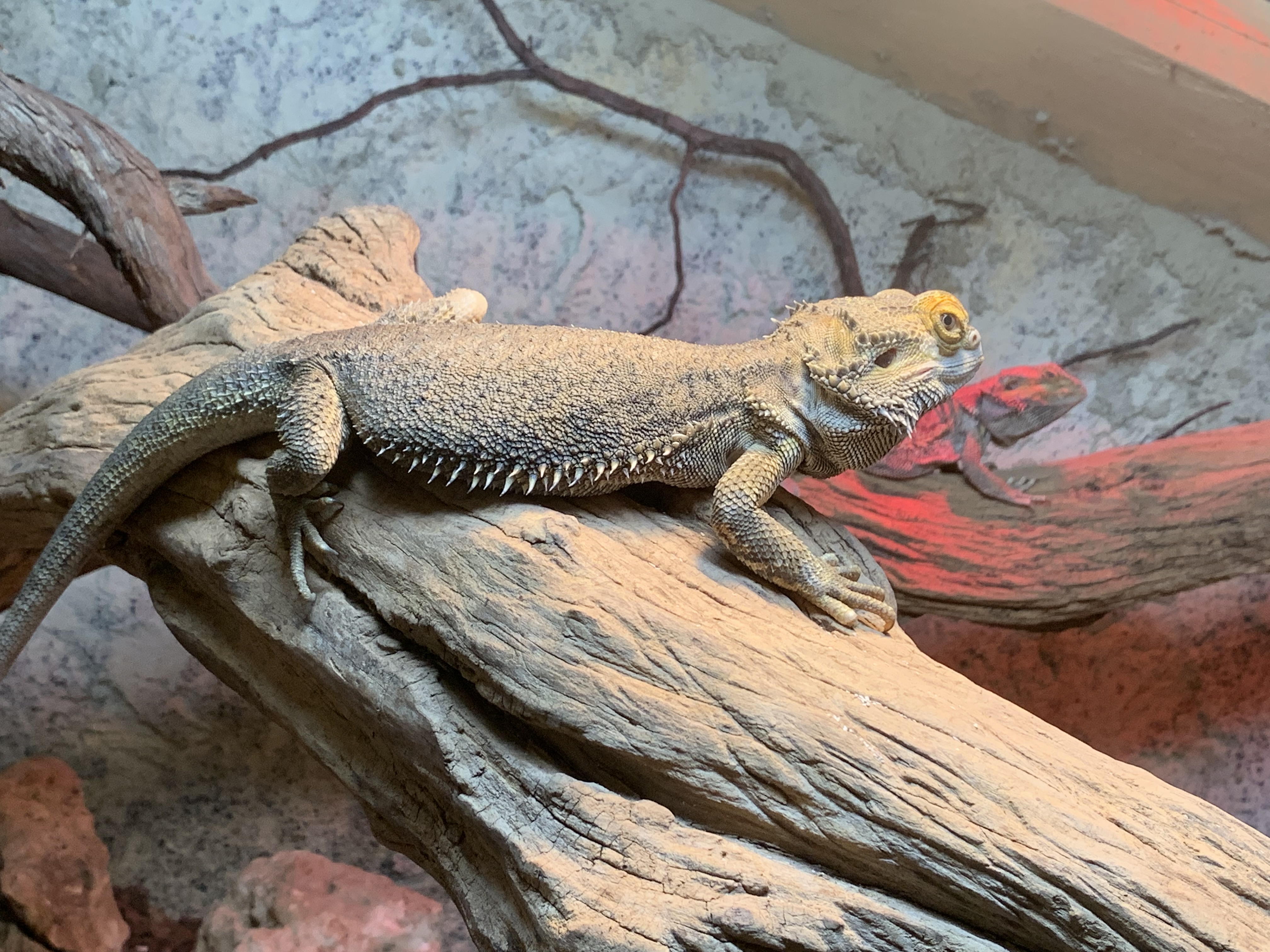
Drago barbuto
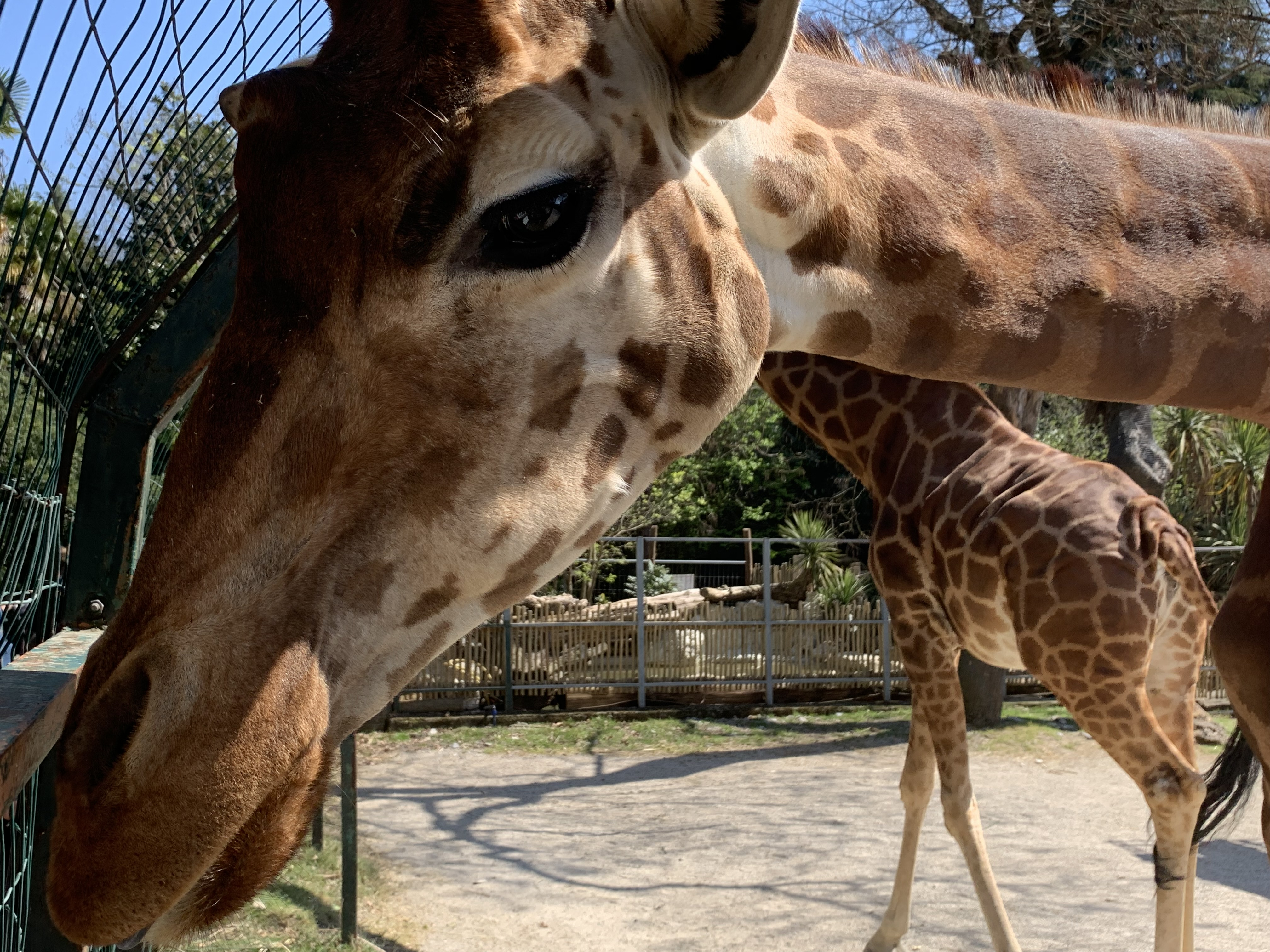
Giraffa
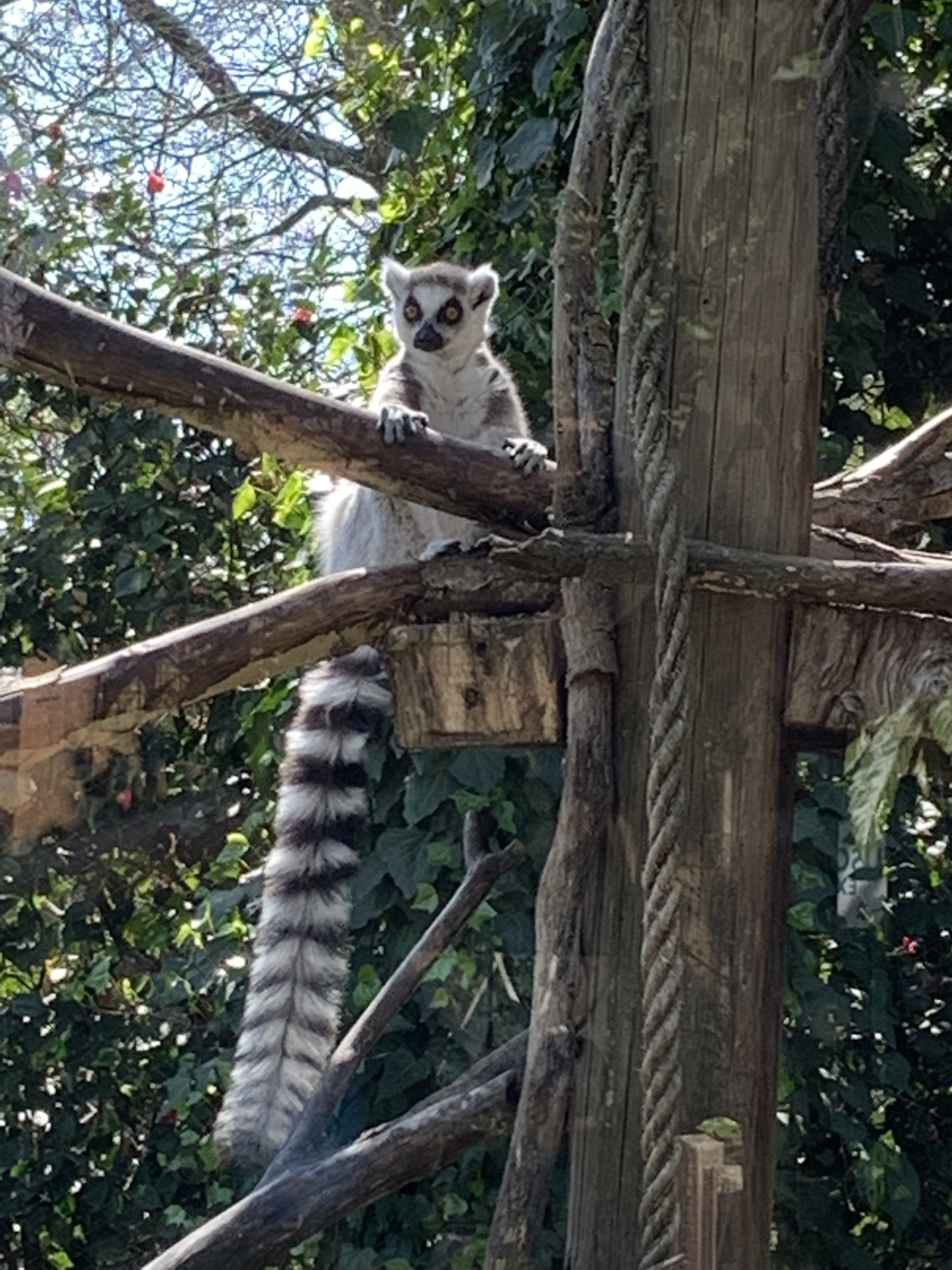
Lemure
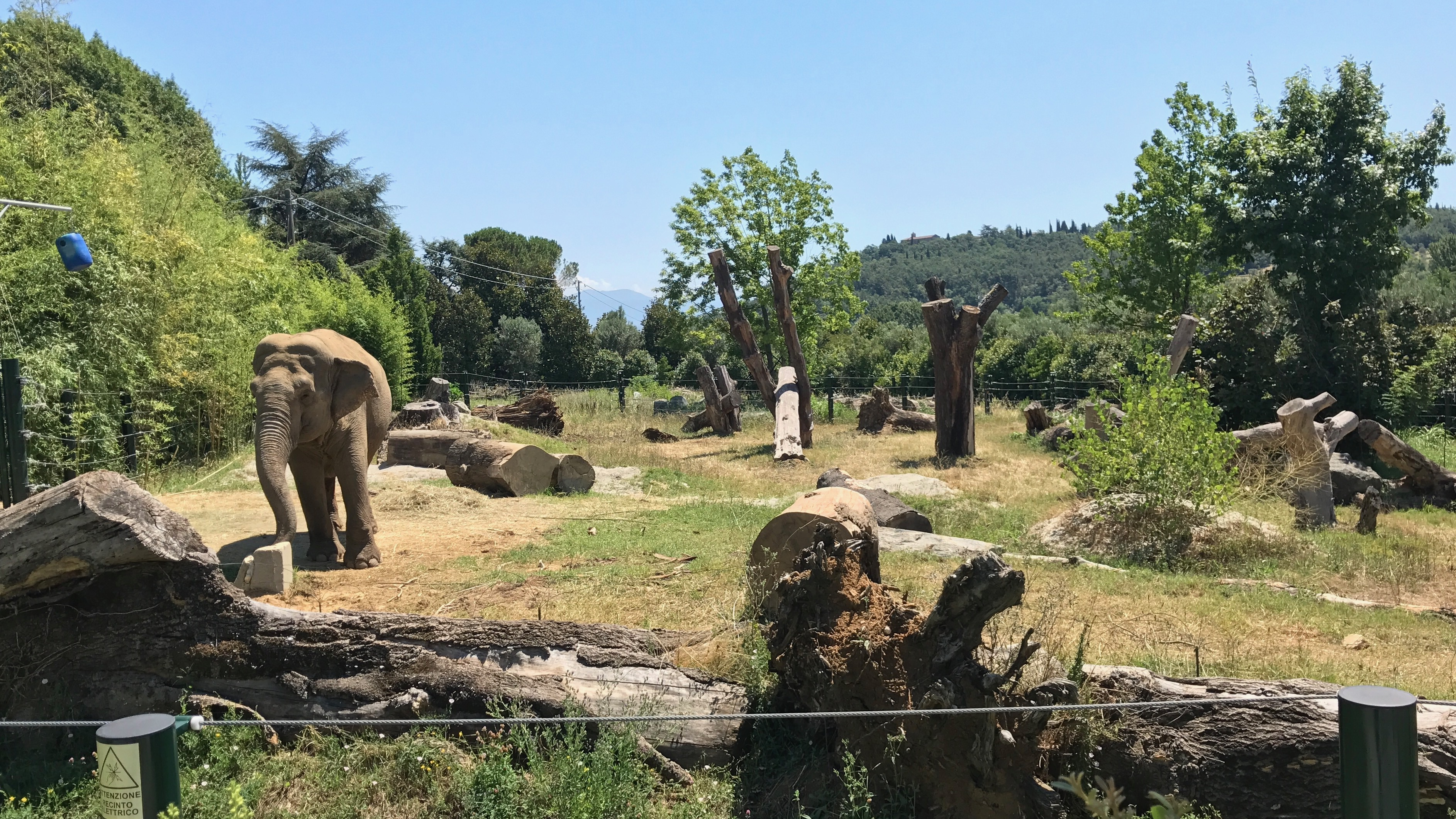
Elefante asiatico
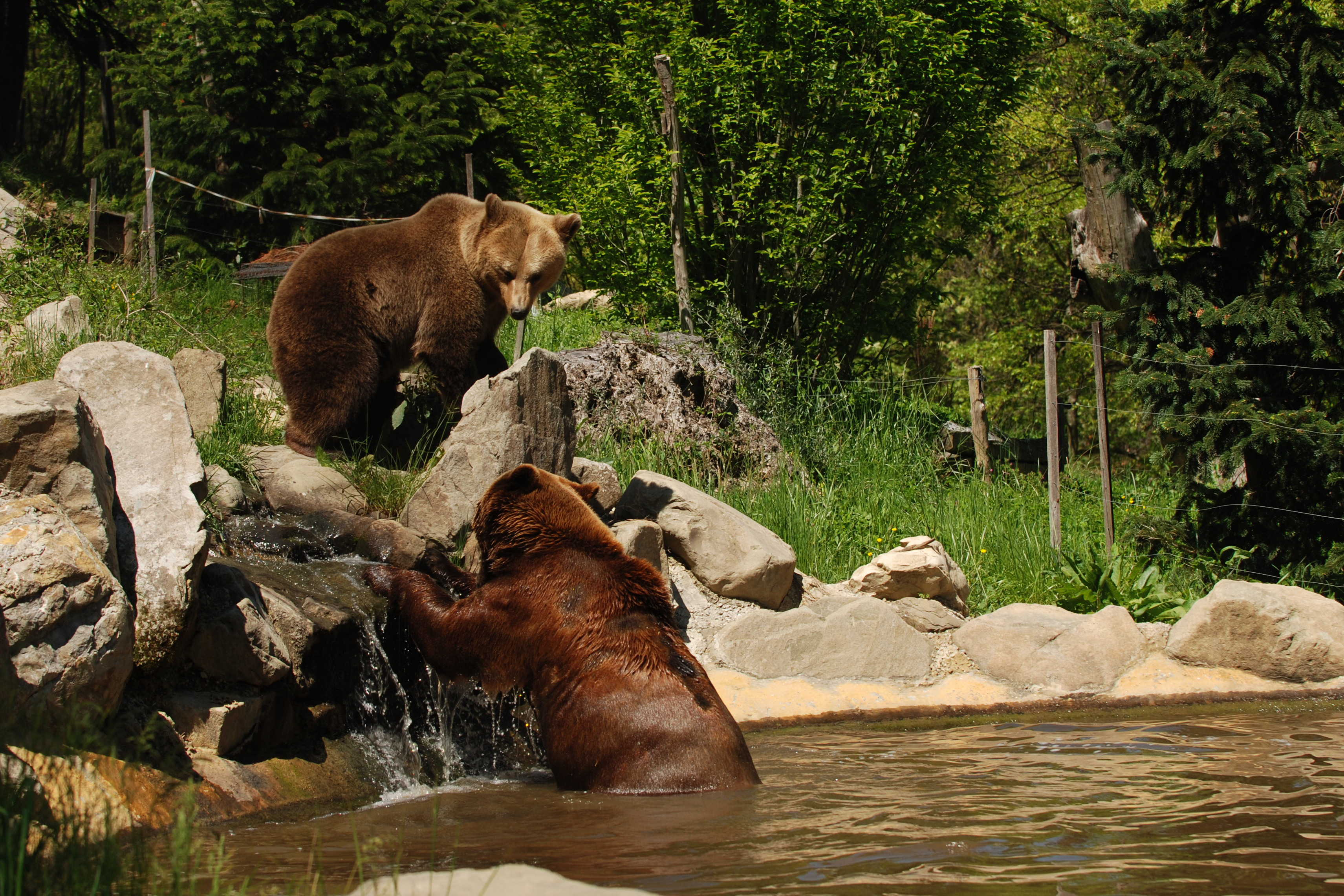
Orsi bruni